# Hyperpolyglott
En hyperpolyglott (även äkta polyglott) är en människa som efter puberteten lärt sig sex eller fler språk på hög nivå. Termen infördes 2003 av Richard Hudson och kommer av ordet polyglot, vilket åsyftar någon som talar ett flertal språk.

## Teorier
Det finns ett flertal teorier om varför en del människor har lätt för att lära sig flera olika språk, medan andra bara lär sig två eller tre. Ett exempel är den studie av hyperpolyglotten Emil Krebs hjärna som genomfördes av neurologen Katrin Amunts, vilken visade att Broccas område hos Krebs var annorlunda utformat jämfört med det hos enkelspråkiga människor. Å andra sidan har neurologen Loarin Obler sammankopplat hyperpolyglottism med Geschwind-Galaburda-klustret, vilket även sägs vara ansvarigt för vänsterhänthet, homosexualitet, allergi, inlärningssvårigheter, konstnärlighet, matematisk förmåga och möjligtvis även språklig förmåga. Lingvisten Richard Sproat har framlagt bevis för att hyperpolyglottism är ärftligt.

## Personer
Några anmärkningsvärda hyperpolyglotter i historien är Richard F. Burton (1821-1890), kardinalen Giuseppe Gasparo Mezzofanti (1774-1849), William Jones (1746-1794) och lingvistikprofessorn Kenneth Hale (1934-2001). 
En omtalad nu levande hyperpolyglott med savantsyndrom är Daniel Tammet (1979) som är känd för att ha lärt sig isländska på sju dagar.

## Fotnoter
1. 1 2  Anders Svensson (2015). ”Så funkar ett språkgeni”. Språktidningen. https://spraktidningen.se/artiklar/2015/05/sa-funkar-ett-sprakgeni. Läst 18 juli 2020.